# Сен-Фелисьен (кантон)
Сен-Фелисье́н (фр. Saint-Félicien) — кантон во Франции, находится в регионе Рона — Альпы, департамент Ардеш. Входит в состав округа Турнон-сюр-Рон.
Код INSEE кантона — 0817. Всего в кантон Сен-Фелисьен входит 8 коммун, из них главной коммуной является Сен-Фелисьен.

## Коммуны кантона

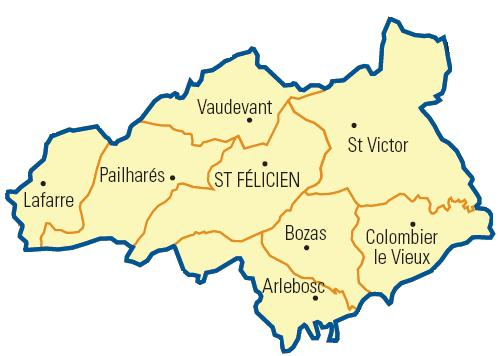
Карта кантона

| Коммуна         | Население, чел. (2006) | Почтовый индекс | Код INSEE |
| --------------- | ---------------------- | --------------- | --------- |
| Арлебоск        | 342                    | 07410           | 07014     |
| Боза            | 244                    | 07410           | 07039     |
| Водеван         | 209                    | 07410           | 07335     |
| Коломбье-ле-Вьё | 620                    | 07410           | 07069     |
| Лафар           | 43                     | 07520           | 07124     |
| Пельяре         | 289                    | 07410           | 07170     |
| Сен-Виктор      | 916                    | 07410           | 07301     |
| Сен-Фелисьен    | 1 207                  | 07410           | 07236     |

## Население
Население кантона на 2006 год составляло 3 870 человек.
| 1962  | 1968  | 1975  | 1982  | 1990  | 1999  | 2006  | 2007 | 2008 |
| ----- | ----- | ----- | ----- | ----- | ----- | ----- | ---- | ---- |
| 3 921 | 4 525 | 3 838 | 3 760 | 3 733 | 3 669 | 3 870 | —    | —    |